# Convenzione sulle armi chimiche
La convenzione sulle armi chimiche (CAC) è il primo trattato sul disarmo delle armi chimiche; inoltre, proibisce qualsiasi attività rivolta a sviluppo, produzione, acquisizione, detenzione, conservazione, trasferimento e uso di armi chimiche e dei materiali ad esse collegati.
Assieme al trattato di non proliferazione nucleare, al Comprehensive Test Ban Treaty ed alla convenzione per il bando delle armi biologiche, la convenzione sulla proibizione delle armi chimiche costituisce uno dei pilastri fondamentali su cui si fonda il sistema di disarmo e di non proliferazione delle armi di distruzione di massa.

## Storia
La Convenzione sulla Proibizione delle Armi Chimiche di Parigi del 1993 è entrata in vigore il 29 aprile 1997 e ha sancito definitivamente il bando completo di tali armi.
L'Italia ha ratificato la convenzione con la legge 18 novembre 1995, n. 496, modificata ed integrata con legge 4 aprile 1997, n. 93. Le due norme di ratifica hanno identificato nel Ministero degli Affari Esteri l'Autorità Nazionale, tenuta a coordinare e sovrintendere alle complesse misure per l'applicazione della convenzione e del trattato sul territorio nazionale.
Presso il Ministero dello Sviluppo Economico, ha sede la Sezione Armi Chimiche, che cura attraverso il sito www.opac496.it la divulgazione delle notizie che hanno interesse per le Società italiane che sono soggette agli adempimenti relativi alla Legge 496-95 e successive modifiche.
Il sito dell'Organizzazione dell'Aia per la Proibizione delle Armi Chimiche fornisce una situazione aggiornata delle firme e delle ratifiche. Dal gennaio 2021, 193 stati fanno parte della (CAC).

## Contenuto
Per raggiungere tale fine si adottano sistemi di verifiche internazionale che non solo si prefiggono la distruzione delle armi chimiche esistenti negli Stati parte del trattato, ma anche di tenere sotto controllo la produzione e l'impiego di determinate sostanze chimiche di largo consumo civile potenzialmente utilizzabili anche per fare armi chimiche. Chiunque commetta violazioni alla Convenzione sul territorio nazionale sarà punito tramite sanzioni stabilite dai paesi membri.
Per garantire il rispetto della convenzione il sistema di controllo internazionale usa due strumenti:
- Dichiarazioni: redatte periodicamente dagli Stati parte all'Organizzazione per la proibizione delle armi chimiche (OPAC), contemplano attività civili e militari che in base alla Convenzione devono essere internazionalmente sorvegliate rientrando negli obblighi di notifica.
- Verifiche: visite ispettive "di routine" nei paesi membri svolte con breve preavviso dagli ispettori dell'OPAC. Tali ispezioni hanno l'obiettivo di accertare la corrispondenza tra le situazioni riscontrate e quanto dichiarato nelle dichiarazioni periodiche.

In determinati casi, sospetti o su specifica richiesta di uno Stato membro, l'OPAC può svolgere accertamenti attraverso ispezioni sul posto per verificare le possibili violazioni riguardanti obblighi della Convenzione, situazioni non indicate nelle dichiarazioni periodiche o accertando l'uso presunto di armi chimiche.

## Cronologia eventi sul bando delle armi chimiche
Stati che hanno aderito alla convenzione sulle armi chimiche
     Stati che hanno dichiarato di possedere armi chimiche e/o possiedono impianti di produzione di armi chimiche

Stati che hanno aderito alla convenzione sulle armi chimiche
Stati che hanno dichiarato di possedere armi chimiche e/o possiedono impianti di produzione di armi chimiche

- 1874, Dichiarazione di Bruxelles: codifica le regole di guerra e denuncia l'uso di gas vietando l'uso di quelle tossiche.
- 1899, Dichiarazione della Conferenza sulla Pace dell'Aia: dichiarazione circa l'uso di proiettili che spandono gas asfissianti o deleteri.
- 1907, Seconda Conferenza dell'Aia: completa i lavori della prima.
- 1919, Patto di Versailles: vieta ai tedeschi di possedere, fabbricare e importare armi asfissianti.
- 1922, Conferenza di Washington: vieta l'uso dei gas in guerra.
- 1925, Protocollo di Ginevra: protocollo per la proibizione dell'uso in guerra di gas asfissianti, tossici e simili, e dei mezzi batteriologici (alcuni paesi firmano con riserva).
- 1966 al 1978, la Conferenza delle Nazioni Unite emana alcune risoluzioni riguardanti il divieto dell'uso di armi chimiche.
- 1972, Convenzione per le armi biologiche: divieto di sviluppo, produzione e stoccaggio di armi batteriologiche e tossiche (eccezione per ricerca a scopo protettivo e pacifico).
- 1993, Convenzione sulle Armi Chimiche (CAC): convenzione sulla proibizione dello sviluppo, la produzione, l'accumulo e l'uso delle armi chimiche e sulla loro distruzione.[7]

## Fasi previste
Il trattato prevede diverse fasi verso la completa distruzione delle armi chimiche, con possibilità di proroga. Nessun paese ha raggiunto la totale eliminazione entro la data del trattato originale.
| Fase | % Riduzione | Data prevista | Note |
| ---- | ----------- | ------------- | --- |
| I    | 1%          | Aprile 2000   | |
| II   | 20%         | Aprile 2002   | Completa distruzione di munizioni vuote, precursori chimici, sistemi di riempimento, attrezzature e armi. |
| III  | 45%         | Aprile 2004   | |
| IV   | 100%        | Aprile 2007   | Nessuna proroga permessa entro il 2012                                                                    |

La Russia, dopo aver spostato unilateralmente la data di finale adempimento al 2020, ha annunciato il 27 settembre 2017 di voler anticipare la scadenza di tre anni.